# Emily Donelson
Emily Donelson, född 1 juni 1807 i Donelson i Tennessee, död 19 december 1836 i Nashville i Tennessee, var brorsdotter till Rachel Donelson Jackson, hustru till den amerikanske presidenten Andrew Jackson. Hon var Vita Husets värdinna och USA:s första dam 1829-1836.

## Biografi
Emily Tennessee Donelson föddes på sin fars gård i Donelson i Tennessee. Fadern John Donelson var bror till Rachel Donelson Jackson, fru till den framtida presidenten Andrew Jackson. Till skillnad från de flesta flickor på denna tid fick Emily Donelson en formell utbildning. Hon studerade vid Nashville Female Academy i Nashville.
Den 16 september 1824 gifte sig den då 17-åriga Emily Donelson med sin kusin A.J. Donelson. Efter Rachel Donelson Jacksons död år 1828 fick Emily Donelson ta över funktionen som värdinna på Vita Huset.  Mellan 4 mars 1829 och 19 december 1836 var Donelson First Lady i USA. Hon hamnade i konflikt med presidenten då hon var en av dem som mot hans vilja bojkottade paret Eaton i Petticoat affair, och efter 1834 närvarade hon sällan i Vita huset.